# Helictidinae
Helictidinae – monotypowa podrodzina drapieżnych ssaków z rodziny łasicowatych (Mustelidae).

## Rozmieszczenie geograficzne
Podrodzina obejmuje gatunki występujące w Azji.

## Morfologia
Długość ciała 30–40 cm, ogona 10–21 cm; masa ciała 0,8–3 kg.

## Systematyka
Rodzaj Melogale zdefiniował w 1831 roku francuski zoolog Isidore Geoffroy Saint-Hilaire w rozdziale dotyczącym ssaków w publikacji pod redakcją Bélengera zatytułowanej Podróże do Indii Wschodnich, przez północną Europę, prowincje Kaukazu, Gruzję, Armenię i Persję, a następnie szczegółowe informacje topograficzne, statystyczne i inne dotyczące Pegu, wysp Jawa, Mauritius i Bourbon, Przylądka Dobrej Nadziei i Świętej Heleny w latach 1825, 1826, 1827, 1828. Gatunkiem typowym jest (oznaczenie monotypowe) ryjonos birmański (M. personata).

### Etymologia
- Melogale: łac. meles ‘borsuk’; gr. γαλεη galeē lub γαλη galē ‘łasica’[13].
- Helictis (Helictes): gr. ελη helē, ειλη heilē ‘ciepło słoneczne’; ικτις iktis, ικτιδις iktidis ‘łasica’ (być może również ελος helos ‘bagno’; ικτις iktis, ικτιδις iktidis ‘łasica’)[14]. Gatunek typowy (oznaczenie monotypowe): Helictis moschata  J.E. Gray, 1831.
- Rhinogale: gr. ῥις rhis, ῥινος rhinos „nos”; γαλεη galeē lub γαλη galē „łasica”[15].
- Nesictis: gr. νησος nēsos ‘wyspa’ (tj. Borneo)[16]; ικτις iktis, ικτιδις iktidis ‘łasica’[17]. Gatunek typowy (oryginalne oznaczenie): Helictis everetti O. Thomas, 1895.

### Podział systematyczny
Do podrodziny należy jeden rodzaj ryjonos (Melogale) z następującymi gatunkami: 
| Grafika | Gatunek                 | Autor i rok opisu                                   | Nazwa zwyczajowa   | Podgatunki         | Rozmieszczenie geograficzne | Podstawowe wymiary                              | Status IUCN |
| ------- | ----------------------- | --------------------------------------------------- | ------------------ | ------------------ | --- | ----------------------------------------------- | ----------- |
|         | Melogale cucphuongensis | T. Nadler, Streicher, Stefen, Schwierz & Roos, 2011 | ryjonos wietnamski | 2 podgatunki       | Wietnam (Ninh Bình, Lạng Sơn, Hà Giang, Cao Bằng i Đăk Lăk), południowo-wschodnia Chińska Republika Ludowa (znany tylko z miejsca typowego w Fujian); zakres wysokości: około 1750 m n.p.m.       | DC: około 35 cm DO: około 18 cm MC: około 800 g | DD          |
|         | Melogale personata      | I. Geoffroy Saint-Hilaire, 1831                     | ryjonos birmański  | 3 podgatunki       | Nepal, północno-wschodnie Indie, Mjanma, Chińska Republika Ludowa, Tajlandia, Laos, Wietnam i Kambodża; zakres wysokości: 15–1520 m n.p.m.                                                        | DC: 35–40 cm DO: 15–21 cm MC: 1,5–3 kg          | LC          |
|         | Melogale moschata       | (J.E. Gray, 1831)                                   | ryjonos piżmowy    | 5 podgatunków      | północno-wschodnie Indie przez północną Mjanmę do środkowej i południowo-wschodniej Chińskiej Republice Ludowej (w tym wyspa Hajnan), północny Laos, i Wietnam; zakres wysokości: 0–1500 m n.p.m. | DC: 30–40 cm DO: 10–15 cm MC: 0,8–1,6 kg        | LC          |
|         | Melogale subaurantiaca  | (Swinhoe, 1862)                                     |                    | gatunek monotypowy | endemit Tajwanu: lasy tropikalne i subtropikalne, użytki zielone, obszary uprawne | DC: brak danych DO: brak danych MC: brak danych | NE          |
|         | Melogale everetti       | (O. Thomas, 1895)                                   | ryjonos borneański | gatunek monotypowy | endemit Indonezji: wyżyny i wyżyny północnego Borneo (obecnie znany tylko z Sabah); zakres wysokości: 900–3000 m n.p.m.                                                                           | DC: 35–40 cm DO: 16–17 cm MC: 1–2 kg            | EN          |
|         | Melogale orientalis     | (Horsfield, 1821)                                   | ryjonos jawajski   | 2 podgatunki       | endemit Indonezji: Jawa i Bali; zakres wysokości: 260–2230 m n.p.m. | DC: 35–40 cm DO: 16–17 cm MC: około 2 kg        | LC          |

Kategorie IUCN:  LC  – gatunek najmniejszej troski,  EN  – gatunek zagrożony,  DD  – gatunki o nieokreślonym stopniu zagrożenia;  NE  – gatunki niepoddane jeszcze ocenie.